# Centrale Santa Radegonda

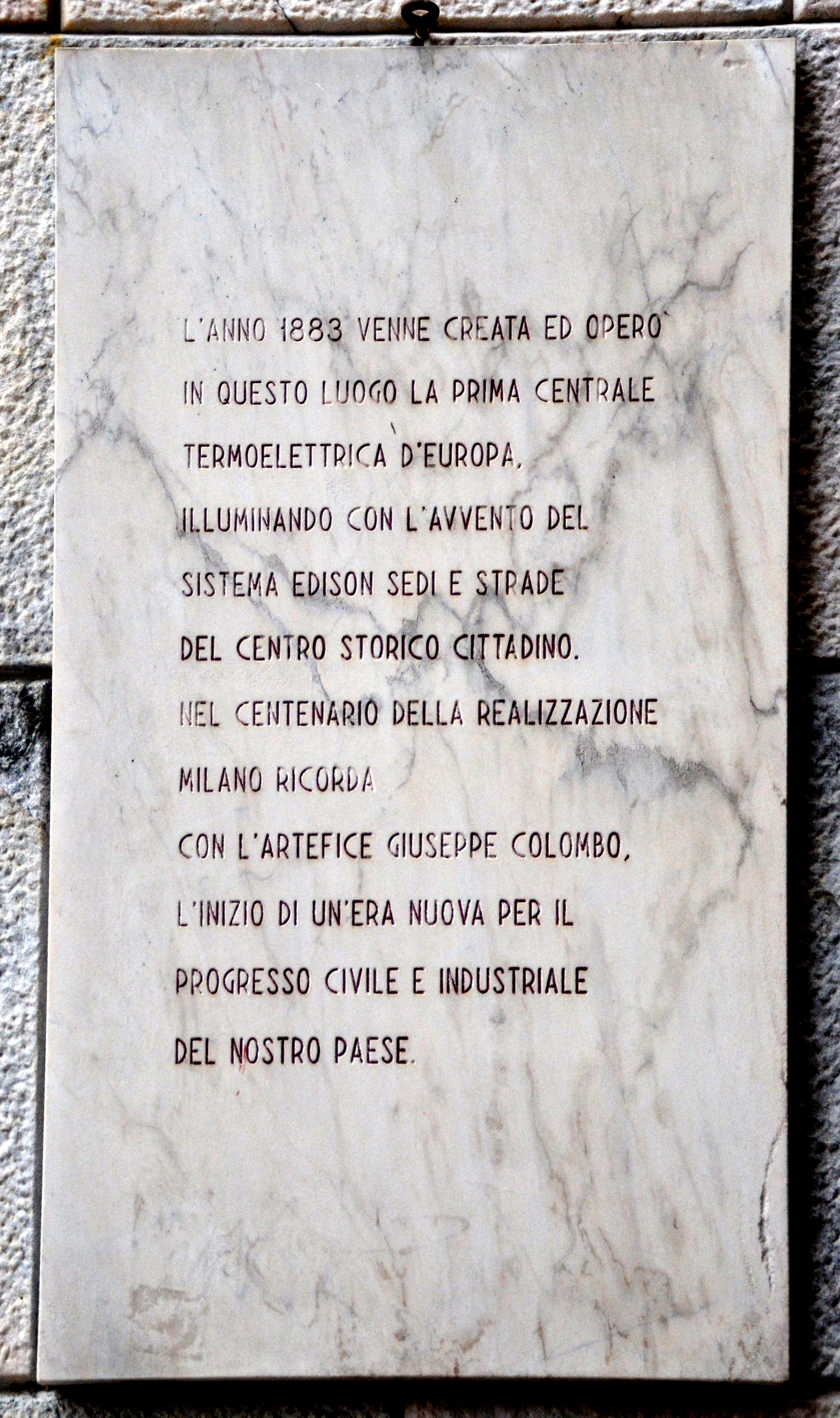
La targa commemorativa della Centrale

La Centrale Santa Radegonda, costruita a Milano e inaugurata il 28 giugno 1883 su progetto di Giuseppe Colombo, è stata la prima centrale termoelettrica italiana e la prima dell'Europa continentale, dopo le centrali di Holborn a Londra (giugno 1882) e di Pearl Street a Manhattan (settembre 1882). 

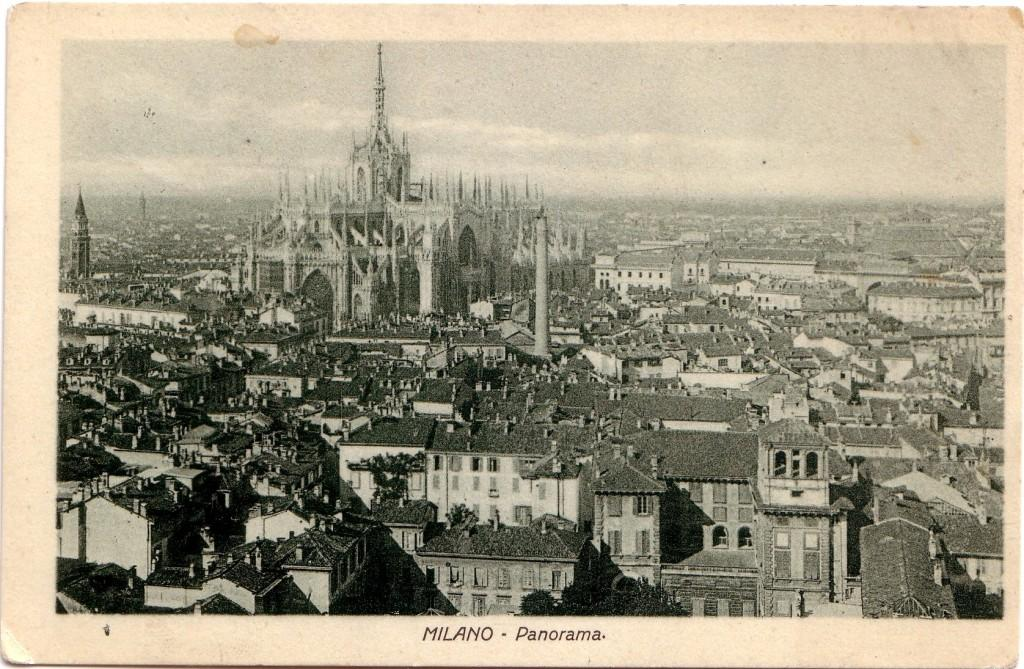
Vista del Duomo con la ciminiera della centrale

Alimentata a carbone e dotata del sistema Edison a corrente continua, dava energia per l'illuminazione elettrica di esercizi commerciali nelle vicinanze di Piazza del Duomo – tra i quali il Caffè Biffi e i magazzini Bocconi (oggi La Rinascente) – del Teatro Manzoni in piazza San Fedele e, dalla fine del 1883, del Teatro alla Scala. 
La Centrale fu commissionata e finanziata dal "Comitato promotore per le applicazioni dell’energia elettrica in Italia”. La Banca Generale, socia del Comitato, acquistò e mise a disposizione il vecchio teatro di via Santa Radegonda che venne demolito. Al suo posto fu costruita una nuova palazzina. La centrale aveva accesso da Via Santa Radegonda (da qui il nome) ed affaccio sulla parallela Via Agnello, in prossimità dell'abside del Duomo e che prendeva il nome dallo storico monastero di Santa Radegonda.
Venne demolita nel 1926 per costruire il cinema Odeon.

## Storia
Il primo esperimento di illuminazione elettrica venne presentato a Milano dall'ing. Colombo il 18 marzo del 1877 quando venne installato in Piazza del Duomo "un gran faro della forza luminosa di 500 fiamme gas". Il risultato fu deludente perché un singolo faro non poteva dare un risultato di illuminazione diffusa come si otteneva dalle lampade a gas installate in città. Il successivo esperimento fu condotto il 20 aprile 1879 in occasione di una conferenza presso la Società d'incoraggiamento d'arti e mestieri, nel corso della quale Colombo presentò nuovi corpi illuminanti (le Candele Yablochkov) di cui venne data dimostrazione accendendoli con "una coppia di macchine dinamoelettriche Siemens, colla relativa macchina motrice a vapore". Colombo in tale occasione arrivò a preventivare il costo dell'illuminazione della città con questo nuovo metodo. Tuttavia anche questo metodo non ebbe successo perché le candele dovevano essere sostituite con notevole frequenza.
Successivamente, nel giugno del 1881, in concomitanza con l'Esposizione Nazionale di Milano 1881 che ebbe luogo nell'area degli attuali Giardini pubblici Indro Montanelli, vennero installate 25 lampade ad arco Siemens capaci di una intensità luminosa di 20 000 candele in Galleria Vittorio Emanuele II. Anche questo esperimento non ebbe successo sia per l'incostanza del flusso luminoso sia per la necessità di sostituire i carboni delle lampade almeno ogni nove ore di funzionamento.
Nella seconda metà del 1881 Colombo visitò l’Exposition Internationale d’Electricité (mostra internazionale dell'elettricità) a Parigi dove ebbe la possibilità di apprezzare il sistema di illuminazione della Edison Electric Light company di Thomas Alva Edison, fondata tre anni prima con il finanziamento di J.P. Morgan e della famiglia Vanderbilt, che con le sue macchine occupava due padiglioni.
Prese quindi contatti con la Compagnie Continental Edison, filiale europea della società americana, ed iniziò le trattative per acquistare le macchine usate a Parigi e portarle a Milano. Già nell'autunno del 1881 era stato costituito il "Comitato promotore per le applicazioni dell’energia elettrica in Italia” finanziato da investitori privati. Nel 1882 con quei macchinari, in occasione del carnevale, venne illuminato il ridotto del Teatro alla Scala, mentre in novembre furono illuminati i portici settentrionali ed i negozi di piazza del Duomo. Il grande successo ottenuto portò il Comitato a decidere la costruzione di una apposita centrale basata sul sistema Edison.
Nell'agosto del 1882 Colombo si recò a New York dove rimase fino a fine settembre e prese contatti con Edison, sia per studiare il progetto della centrale elettrica di Pearl street, sia per organizzare la fornitura di macchine elettriche "a prezzo di costo" da installare nella centrale di Santa Radegonda che era già in costruzione. Colombo richiese ad Edison di mandargli a Milano J. W. Lieb uno dei suoi assistenti cui fu affidata la direzione dei lavori di costruzione della centrale. A lui Colombo affiancò il venticinquenne Angelo Bertini.
Il Comitato aveva infatti acquistato l'immobile del teatro Santa Radegonda, nella via omonima, che non era più attivo da qualche anno e fece costruire una palazzina che conteneva al piano terra le macchine a vapore e le dinamo ed al primo piano le caldaie a carbone. Per lo scarico dei fumi venne costruita una ciminiera in muratura di mattoni alta 52 metri che fu quindi ben visibile nel centro della città.

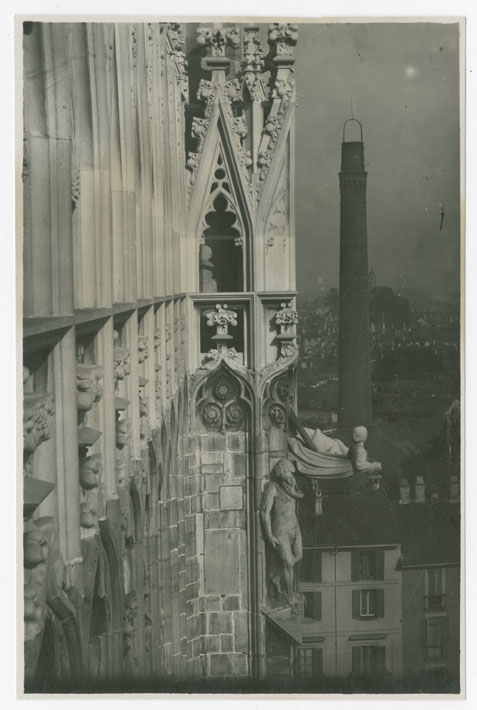
In una immagine del fotografo Lissoni (circa 1900) la ciminiera della centrale tra le guglie del Duomo

Primi utilizzatori dell'energia elettrica furono gli eleganti negozi sotto i portici di Piazza del Duomo e la Galleria ed il Teatro Manzoni che fino alla sua distruzione avvenuta nel bombardamento dell'agosto 1943 si trovava nella vicina piazza San Fedele e che dopo la guerra venne ricostruito in via Manzoni. Quest'ultimo fu il primo al mondo ad essere illuminato da luce elettrica, infatti la rete di distribuzione delle centrali di Londra e New York non comprendevano teatri.
Colombo, allora consigliere comunale, riuscì a convincere anche i più scettici della bontà del suo progetto e persuase il Comune a procedere con l'illuminazione elettrica del Teatro alla Scala. Il Corriere della Sera fu testimone dello stupore dei cittadini quando, il 26 dicembre 1883, giorno di Santo Stefano in occasione della "La Gioconda" di Amilcare Ponchielli, il teatro fu illuminato da centinaia di lampadine elettriche.
Nel gennaio del 1884 il Comitato venne trasformato in Società Generale di Elettricità sistema Edison, con capitale di 3 milioni di lire (diviso in 12.000 azioni da 250 lire cadauna) grazie ad istituti bancari – come la Banca Generale, la Banca di Credito Italiano, il Credito Lombardo, la Banca di Milano – e personalità milanesi come l'imprenditore farmaceutico Carlo Erba con 129.000 lire e lo stesso Colombo con 54.000 lire.
Nonostante una chiusura in utile del primo esercizio sulla società gravavano le pesanti clausole previste nell'atto costitutivo a favore della parigina Compagnie Continental Edison – detentrice per l’Europa dei brevetti Edison – in riconoscimento del supporto tecnico (con royalties anche sulle lampade installate) e come ricavo ad ogni aumento di capitale nonché il divieto all'apertura di linee di credito, cosa che impediva una espansione delle attività della società milanese. Il problema si ridusse alla fine degli anni '90 dell'Ottocento ma fu solo nel 1931 che terminò la corresponsione dei diritti alla compagnia francese.
I primi esercizi, quindi, non furono particolarmente positivi e gli affari iniziarono a migliorare solo dopo che, nel 1885, il Comune affidò alla Società l'illuminazione pubblica delle piazze del Duomo e della Scala in tale occasione, i macchinari furono potenziati, ma con l'accrescersi della domanda il Sistema Edison mostrò i segni della sua debolezza legata alla scarsa distanza utile di trasmissione pari ad un raggio di circa 550 m e circa 720 m lungo i conduttori.
Un'altra grande vittoria di Colombo fu la positiva risoluzione, a suo favore, nel 1887, della vertenza legale promossa dalla Union des Gaz che aveva in monopolio l'appalto dell'illuminazione stradale a gas della città di Milano. Già nell'agosto di quell'anno fu stipulata la prima convenzione quinquennale per l'illuminazione pubblica elettrica. Per fornire l'energia sufficiente Colombo fece costruire una seconda centrale, in prossimità del carcere di San Vittore che entrò in funzione nel 1889. Questa centrale era basata sul sistema Thomson-Houston che, mantenendo l'alimentazione in corrente continua, consentiva un più ampio raggio di distribuzione rispetto al sistema Edison.

## Dati tecnici
La palazzina era a pianta rettangolare su tre piani ognuno con un unico locale di 12,50 x 48 m. Le macchine elettriche furono poste nel seminterrato a circa 2 m sotto il piano stradale, mentre i generatori di vapore erano al piano rialzato e l'ultimo piano fungeva da magazzino. Inizialmente furono installate solo tre macchine che divennero quattro non appena l'impianto fu avviato e potenziate a sei quando nella seconda metà del 1883 venne preparata l'illuminazione della Scala.

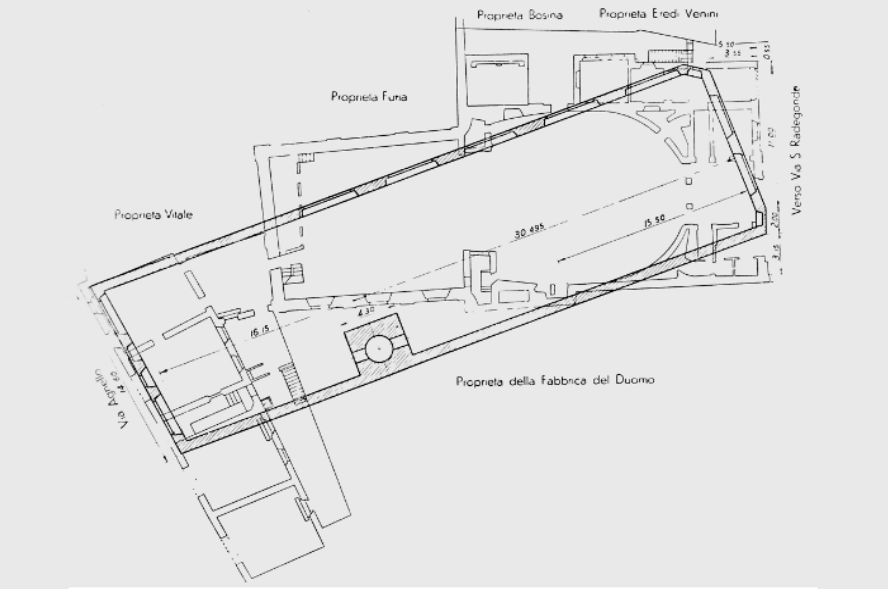
Planimetria della centrale sovrapposta a quella del teatro Santa Radegonda

Le sei macchine dinamo-elettriche erano del tipo Edison "macchina C" come quelle installate all’Exposition Internationale d’Electricité di Parigi ed ognuna di esse era in grado di alimentare da 1 000 a 1 200 lampade ad incandescenza (Edison tipo A da 16 candele) alimentate a circa 100 V, grazie ad una potenza tra 120 e 140 cavalli. Ogni macchina era composta dalla dinamo Edison (detta "Jumbo" per le sue grandi dimensioni) direttamente connessa alla macchina motrice tramite giunto di Oldham.
Le macchine motrici a vapore erano di due tipi diversi: quattro Armington & Sims e due Porter-Allen "ad alta velocità". Le sei macchine erano poste in linea ed alimentate da un'unica condotta di vapore in modo da essere attivate e disattivate in funzione della richiesta di potenza elettrica. Un ventilatore garantiva il raffreddamento delle dinamo.

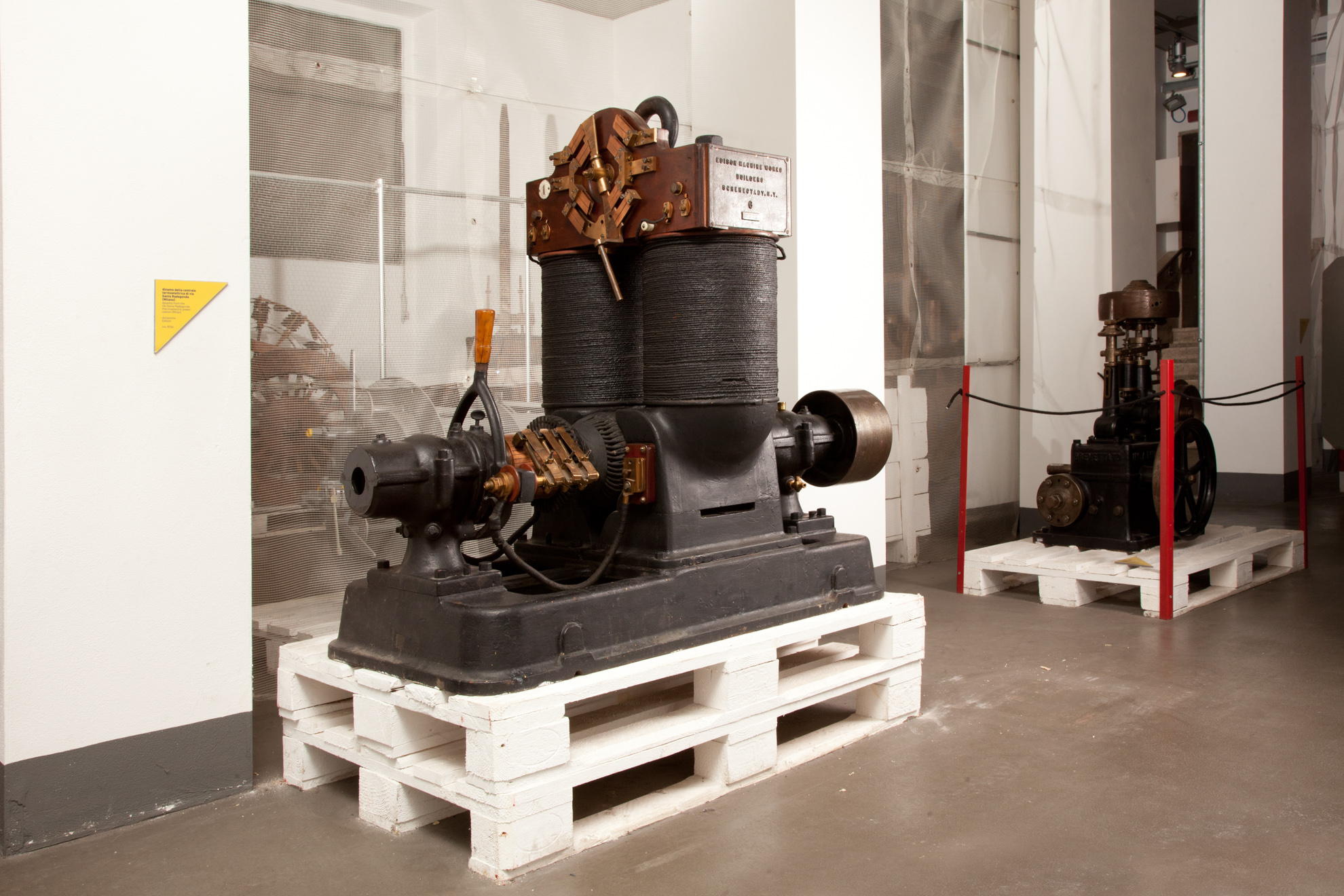
Dinamo verticale tipo Jumbo (Santa Radegonda). Esposta al Museo nazionale della scienza e della tecnologia Leonardo da Vinci, Milano

C'erano cinque generatori di vapore, anch'essi in linea, al piano superiore, sostenuti da un telaio in ferro poggiante sulle colonne in ghisa del locale dinamo. Le caldaie a carbone, di tipo tubolare, con una potenza di 160 cavalli ognuna ed operanti a circa 8 atmosfere, erano della Babcock & Wilcox di Providence (Rhode Island) - USA ma costruite nella filiale scozzese di Glasgow.
Il camino di espulsione dei fumi era eretto a circa metà del lato lungo della palazzina ed aveva un'altezza di 52 m con un foro interno di diametro costante di 2 m. L'acqua di alimentazione era estratta da un pozzo la cui profondità era di 10 m "sotto il livello delle acque sotterranee", immagazzinata in serbatoi posti nel locale macchine ed iniettata da tre alimentatori Koertig. Una pompa ausiliaria a vapore alimentava l'impianto di raffreddamento dei supporti delle dinamo.

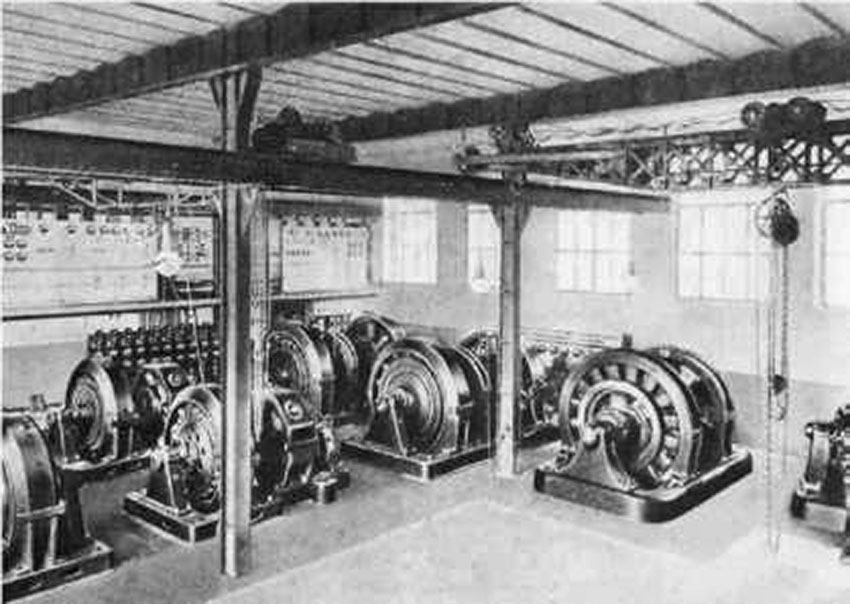
Illustrazione della sala macchine

La rete di alimentazione delle utenze era posta sotto il piano stradale e consisteva in due "conduttori maestri" collegati alle dinamo dai quali prendevano alimentazione i conduttori principali (feeder). Tra i poli delle dinamo e i conduttori maestri così come tra questi ed i feeder erano poste lastre fusibili di sicurezza.
Dai conduttori principali si dipartiva la rete di distribuzione verso le utenze, anch'essa sotterranea, la quale era unita ai feeder tramite fusibili posti in pozzetti con coperchio in ghisa a "fior di terra".
Vennero usate principalmente lampade ad incandescenza con filamento in carbone Edison "tipo A" da 16 candele, ma anche lampade "tipo B" da 8 candele (che venivano installate in coppia) e "tipo C" da 10 candele.
L'illuminazione del Teatro Manzoni in Piazza San Fedele era composta da 420 lampade (tipo A e C) di cui 184 per illuminare la scena, 87 per la sala e le restanti per i corridoi, gli accessi ed il porticato esterno.
Il Teatro alla Scala fu connesso alla Centrale di Santa Radegonda in soli 5 mesi di lavori ed allacciato con quattro prese principali: scena (1344 lampade); platea orchestra e palchi (553 lampade); servizi di scena (396 lampade) ; ingresso e servizi (347 lampade) per un totale di 2640. Il numero totale dei lampade installate era di 2880 per consentire una illuminazione straordinaria del palcoscenico durante i veglioni, in ogni caso il massimo numero di lampade che potevano essere accese contemporaneamente non superava le 2400.